# Leonard Stern
Leonard B. Stern (23 de diciembre de 1923 – 7 de junio de 2011) fue un guionista, productor y director cinematográfico y televisivo de nacionalidad estadounidense, conocido por ser uno de los creadores, junto con Roger Price, del juego Mad Libs.

## Biografía
Su nombre completo era Leonard Bernard Stern, y nació en la ciudad de Nueva York, cursando estudios en la Universidad de Nueva York.
Stern fue un guionista televisivo de éxito, que escribió para series como Superagente 86, The Honeymooners, The Phil Silvers Show, The Steve Allen Show y Tonight Starring Steve Allen. 
Para el cine escribió producciones como el film de 1952 protagonizado por Danny Thomas y Peggy Lee The Jazz Singer, así como varias cintas de Abbott and Costello, entre otros trabajos. En los años 1970 produjo y dirigió la serie de TV McMillan y esposa, que interpretaban Rock Hudson y Susan Saint James.
Stern fue vicepresidente de la editora Price Stern Sloan (PSS). En 2000, tras fallecer Price, Stern y otro socio, Larry Sloan, formaron otra compañía editora, Tallfellow Press, adquiriendo los derechos de la tira Droodles. Stern coescribió, junto a Diane L. Robinson, A Martian Wouldn't Say That (2000), recopilación de memorias y notas reales redactadas por ejecutivos de televisión.
Leonard Stern falleció en 2011, a causa de un fallo cardiaco, en su casa en Beverly Hills, California. Tenía 87 años de edad. Fue enterrado en el Cementerio Mount Sinai Memorial Park, en Los Ángeles. Le sobrevivió su esposa, la actriz Gloria Stroock, así como un hijo, una hija y dos nietos.

## Selección de su filmografía

### Productor
- I'm Dickens, He's Fenster (1962–1963)
- Supermarket Sweep (1965)
- Superagente 86 (1965–1968)
- Run, Buddy, Run (1966)
- The Hero (1966–1967)
- He & She (1967–1968)
- The Good Guys (1968–1970)
- The Governor & J.J. (1969–1970)
- McMillan y esposa (1971–1976)
- The Snoop Sisters (1972–1974)
- Faraday & Company (1973)
- Holmes & Yo-Yo (1976–1977)
- Lanigan's Rabbi (1976)
- Rosetti and Ryan (1977)
- Operation Petticoat (1977–1978)
- Partners in Crime (1984)
- Get Smart, Again! (1989)
- Missing Pieces (1992)

### Guionista
- Africa Screams (1949)
- Ma and Pa Kettle Go to Town (1950)
- Abbott and Costello in the Foreign Legion (1950)
- The Milkman (1952)
- Ma and Pa Kettle at the Fair (1952)
- Lost in Alaska (1952)
- The Jazz Singer (1952)
- Three for the Show (1955)
- The Steve Allen Show (1956–1960)
- The Honeymooners (1955–1956)
- The Phil Silvers Show (1956)
- The Jackie Gleason Show (1953–1956)
- The Nude Bomb (1980)

### Director
- I'm Dickens, He's Fenster (1962–1963)
- Run, Buddy, Run (1966)
- He & She (1967)
- The Good Guys (1968)
- The Governor & J.J. (1969)
- McMillan y esposa (1971)
- The Snoop Sisters (1972)
- Holmes & Yo-Yo (1976)
- Lanigan's Rabbi (1977)
- Just You and Me, Kid (1979)
- Partners in Crime (1984)
- Missing Pieces (1992)

## Premios
- Premio Award, 1957, por The Phil Silvers Show
- Premio, 1967, por Superagente 86